# Rhammatocerus excelsus
Rhammatocerus excelsus är en insektsart som först beskrevs av Bruner, L. 1904.  Rhammatocerus excelsus ingår i släktet Rhammatocerus och familjen gräshoppor. Inga underarter finns listade i Catalogue of Life.